# Copa Toto
La Copa Toto de Israel (en hebreo: גביע הטוטו, Gvia HaToto) es una competición de fútbol disputada anualmente en Israel.

## Historia
El torneo fue fundado en 1982 con el nombre de Copa de la Liga. Esta competición se disputa en pretemporada. Su primer ganador fue el Maccabi Netanya.
En 1984 se cambió el nombre por el de Copa Toto y se dividió en dos torneos, uno para los equipos de la Liga Leumit (Copa Toto Leumit) y otro para los de la Liga Artzit (Copa Toto Artzit).
En 1999, año en el que se remodeló el sistema de liga creándose la Ligat ha'Al, la Copa Toto Leumit pasó a denominarse Copa Toto Al/Leumit, y en ella participaban los equipos de esas dos divisiones.
En 2002, la Copa Toto se dividió en tres torneos, uno para cada categoría (Ligat ha'Al, Liga Leumit y Liga Artzit). En el 2009 se volvió a solo dos torneos, eliminándose el de la Liga Artzit.

## Sistema de competición
Actualmente el sistema de competición es el siguiente: Primero se realiza una fase de grupos (3 grupos), los dos primeros de cada grupo y los dos mejores terceros pasan a cuartos de final. Luego vienen las semifinales y la Final.
A diferencia de la Liga y la Copa de Israel, a los campeones de esta competencia no se les otorga cupo para disputar torneos en Europa; en su lugar, cada ganador recibe como premio 1,25 millones de nuevos séqueles.

## Palmarés
Copa de la Liga (1982-1984)
| Año     | Ganador         | Resultado | Finalista          |
| ------- | --------------- | --------- | ------------------ |
| 1982-83 | Maccabi Netanya | 3-1       | Hapoel Be'er Sheva |
| 1983-84 | Maccabi Netanya | 3-2       | Hapoel Be'er Sheva |

Copa Toto Leumit y Copa Toto Artzit (1984-1999)
| Año     | Ganador de la Copa Toto Leumit | Ganador de la Copa Toto Artzit |
| ------- | ------------------------------ | ------------------------------ |
| 1984-85 | Maccabi Yavne                  | Hapoel Ashkelon                |
| 1985-86 | Hapoel Petah Tikva             | Hapoel Hadera FC               |
| 1986-87 | Shimshon Tel Aviv              | Hapoel Haifa                   |
| 1987-88 | Shimshon Tel Aviv              | Hapoel Bat Yam                 |
| 1988-89 | Hapoel Be'er Sheva             | Hapoel Hadera FC               |
| 1989-90 | Hapoel Petah Tikva             | Maccabi Petah Tikva            |
| 1990-91 | Hapoel Petah Tikva             | Maccabi Petah Tikva            |
| 1991-92 | Bnei Yehuda Tel Aviv           | Maccabi Jaffa                  |
| 1992-93 | Maccabi Tel Aviv               | Maccabi Jaffa                  |
| 1993-94 | Maccabi Haifa                  | Beitar Tel Aviv                |
| 1994-95 | Maccabi Petah Tikva            | Hapoel Bat Yam                 |
| 1995-96 | Hapoel Be'er Sheva             | Hakoah Maccabi Ramat Gan       |
| 1996-97 | Bnei Yehuda                    | Hakoah Maccabi Ramat Gan       |
| 1997-98 | Beitar Jerusalem               | Maccabi Jaffa                  |
| 1998-99 | Maccabi Tel Aviv               | Hakoah Maccabi Ramat Gan       |

Copa Toto Al/Leumit y Copa Toto Artzit (1999-2004)
| Año     | Ganador de la Copa Toto Al/Leumit | Ganador de la Copa Toto Artzit |
| ------- | --------------------------------- | ------------------------------ |
| 1999-00 | Maccabi Petah Tikva               | Hapoel Ramat Gan               |
| 2000-01 | Hapoel Haifa                      | Maccabi Kafr Kanna             |
| 2001-02 | Hapoel Tel Aviv                   | Hapoel Ashkelon                |
| 2002-03 | Maccabi Haifa                     | Hapoel Ashkelon                |
| 2003-04 | Maccabi Petah Tikva               | Ironi Nir Ramat HaSharon       |

Copa Toto Al, Copa Toto Leumit y Copa Toto Artzit (2004-2009)
| Año     | Ganador de la Copa Toto Al | Ganador de la Copa Toto Leumit | Ganador de la Copa Toto Artzit |
| ------- | -------------------------- | ------------------------------ | ------------------------------ |
| 2004-05 | Hapoel Petah Tikva         | Maccabi Netanya                | Hapoel Ashkelon                |
| 2005-06 | Maccabi Haifa              | Hapoel Acre                    | Hapoel Ramat Gan               |
| 2006-07 | Maccabi Herzliya           | Ironi Kiryat Shmona            | Hapoel Ramat Gan               |
| 2007-08 | Maccabi Haifa              | Hapoel Petah Tikva             | Maccabi Kiryat Ata             |
| 2008-09 | Maccabi Tel Aviv           | Hapoel Be'er Sheva             | Hapoel Marmorek                |

Copa Toto Al y Copa Toto Leumit (2009- )
| Año     | Ganador de la Copa Toto Al | Ganador de la Copa Toto Leumit |
| ------- | -------------------------- | ------------------------------ |
| 2009-10 | Beitar Jerusalén           | Ironi Kiryat Shmona            |
| 2010-11 | Ironi Kiryat Shmona        | Ironi Nir Ramat HaSharon       |
| 2011-12 | Ironi Kiryat Shmona        | Hapoel Ramat Gan               |
| 2012-13 | Hapoel Haifa               | Hapoel Rishon LeZion           |
| 2013-14 | No disputado               | No disputado                   |
| 2014-15 | Maccabi Tel Aviv           | Hapoel Bnei Lod                |
| 2015-16 | Maccabi Petah Tikva        | Ironi Kiryat Shmona            |
| 2016-17 | Hapoel Be'er Sheva         | Maccabi Sha'arayim             |
| 2017-18 | Maccabi Tel Aviv           | Hapoel Afula                   |
| 2018-19 | Maccabi Tel Aviv           | Hapoel Katamon Jerusalem       |
| 2019-20 | Beitar Jerusalem           | Hapoel Ramat Gan               |
| 2020-21 | Maccabi Tel Aviv           | Hapoel Nof HaGalil FC          |
| 2021-22 | Maccabi Haifa              | Beitar Tel Aviv Bat Yam F.C.   |
| 2022-23 | Maccabi Netanya            | Hapoel Rishon leZion           |

## Títulos por clubes
Campeones tanto de la Copa Toto Al como de la Copa Toto Leumit:
| Equipo                       | Títulos | Subcampeonatos |
| ---------------------------- | ------- | -------------- |
| Maccabi Tel-Aviv             | 7       | 6              |
| Maccabi Haifa                | 5       | 7              |
| Hapoel Petah-Tikva           | 5       | 5              |
| Ironi Kiryat Shmona          | 5       | 2              |
| Hapoel Beer-Sheva            | 4       | 6              |
| Maccabi Petah-Tikva          | 4       | 4              |
| Beitar Jerusalem             | 3       | 5              |
| Bnei-Yehuda Tel-Aviv         | 2       | 5              |
| Maccabi Netanya              | 2       | 4              |
| Shimshon Tel-Aviv †          | 2       | 2              |
| Hapoel Haifa                 | 2       | 2              |
| Hapoel Ramat Gan             | 2       | 1              |
| Hapoel Rishon LeZion         | 2       | -              |
| Hapoel Tel-Aviv              | 1       | 3              |
| Maccabi Herzliya             | 1       | 1              |
| Maccabi Yavne                | 1       | 1              |
| Ironi Nir Ramat HaSharon     | 1       | -              |
| Hapoel Bnei Lod              | 1       | -              |
| Hapoel Ashkelon              | 1       | -              |
| Maccabi Sha'arayim           | 1       | -              |
| Hapoel Katamon Jerusalem     | 1       | -              |
| Hapoel Afula                 | 1       | -              |
| Hapoel Acre                  | 1       | -              |
| Hapoel Nof HaGalil FC        | 1       | -              |
| Beitar Tel Aviv Bat Yam F.C. | 1       | -              |

- † Equipo desaparecido.